# دریای مسکوی

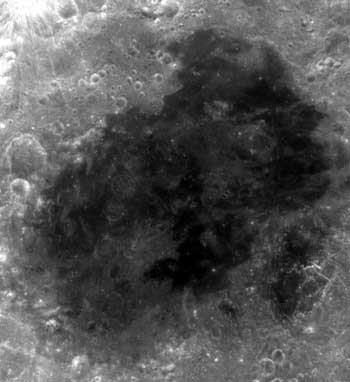
دریای مسکوی.

دریای مُسکُوی (به لاتین: Mare Moscoviense) یکی از دریاوارهای کره ماه است.
این دریاوار در حوضهٔ مسکوی واقع شده و از اندک دریاوارهای سمت پنهان ماه است. با وجود این‌که در میان یک بستر بزرگ برخوردی جای گرفته اما سطح دریای مسکوی هماند دریای کناره نازک به نظر می‌آید.
سطح دریای مسکوی هم‌چنین نسبت به زمین بیرون از این بستر و بلندی‌های سمت پنهان ماه بسیار پست‌تر است.
ژرفای زیاد این دریاوار نسبت به زمین‌های پیرامون ممکن است توضیحی برای مختص بودن ویژگی‌های آن در منطقه پنهان ماه باشد. در این سمت از ماه کمتر حوضه‌ای یافت می‌شود که عمق آن به اندازه‌ای باشد که اجازه فوران‌های آتش‌فشانی و تشکیل دریاوارها را بدهد. به این خاطر، با وجود این‌که دهانه‌های برخوردی زیادی در هر دو سمت ماه دیده می‌شود اما تفاوت‌ها عمق‌ها باعث شده که دریاوارهای بزرگ بیشتر در سمت پیدای ماه تشکیل شوند. ظاهراً تعداد بارهایی که گدازه‌های زیرسطحی در سمت پیدای ماه به سطح رسیده‌اند بیشتر و آسان‌تر از سمت پنهان بوده‌است.